# Grand Prix Laguna Poreč
Il Grand Prix Laguna Poreč è una corsa in linea di ciclismo su strada che si disputa nella penisola istriana, in Croazia, ogni anno a febbraio. Creato nel 2015, fa parte del calendario dell'UCI Europe Tour classe 1.2.

## Albo d'oro
Aggiornato all'edizione 2018.
| Anno | Vincitore       | Secondo         | Terzo            |
| ---- | --------------- | --------------- | ---------------- |
| 2015 | Michael Gogl    | Seid Lizde      | Simone Petilli   |
| 2016 | Filippo Ganna   | David Per       | Domen Novak      |
| 2017 | Andrea Toniatti | Paolo Totò      | Stephan Rabitsch |
| 2018 | Paolo Totò      | Lukas Schlemmer | Andrea Toniatti  |